# Meliosma oldhamii
Meliosma oldhamii är en tvåhjärtbladig växtart som beskrevs av Carl Maximowicz. Meliosma oldhamii ingår i släktet Meliosma och familjen Sabiaceae. Utöver nominatformen finns också underarten M. o. glandulifera.

## Bildgalleri

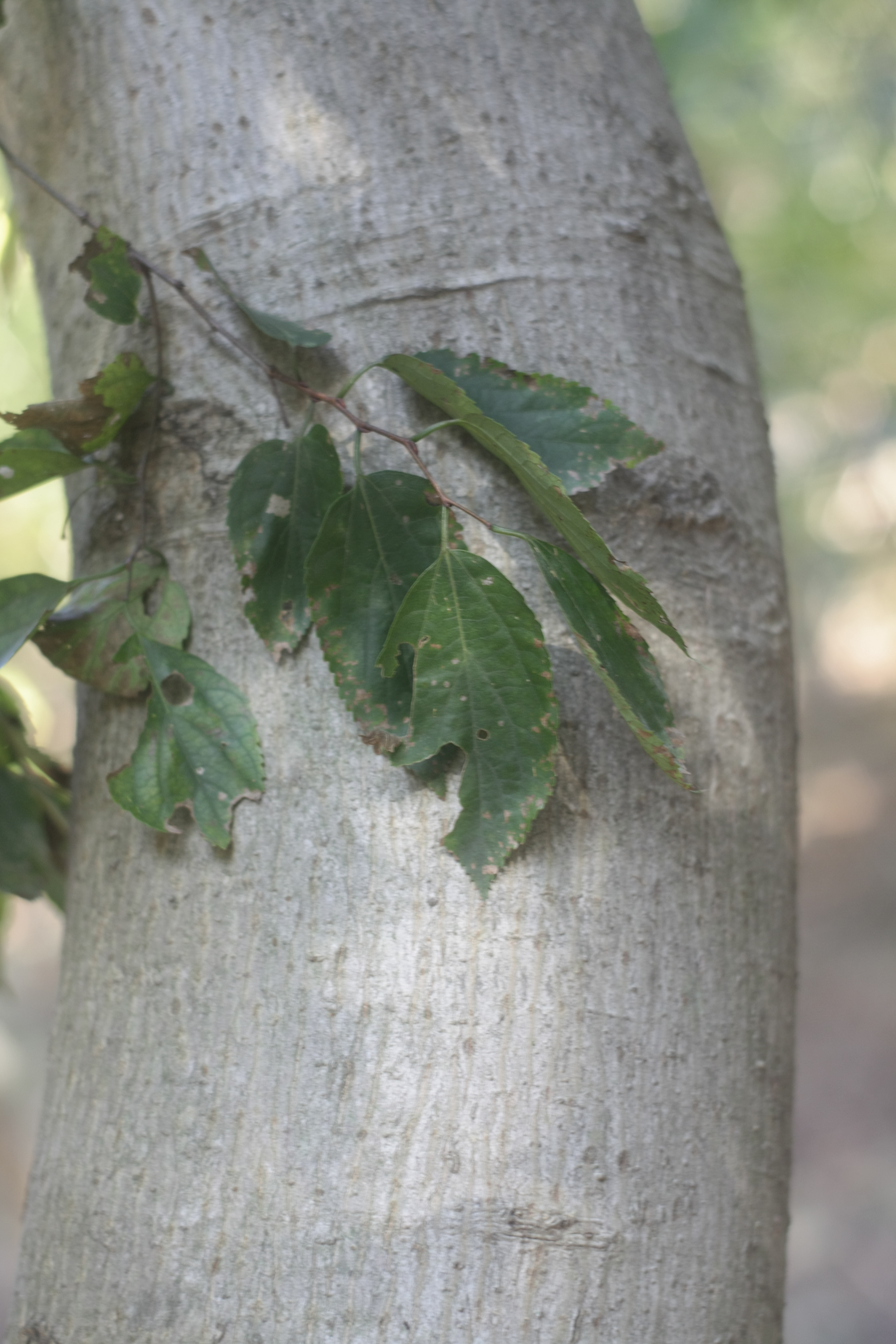
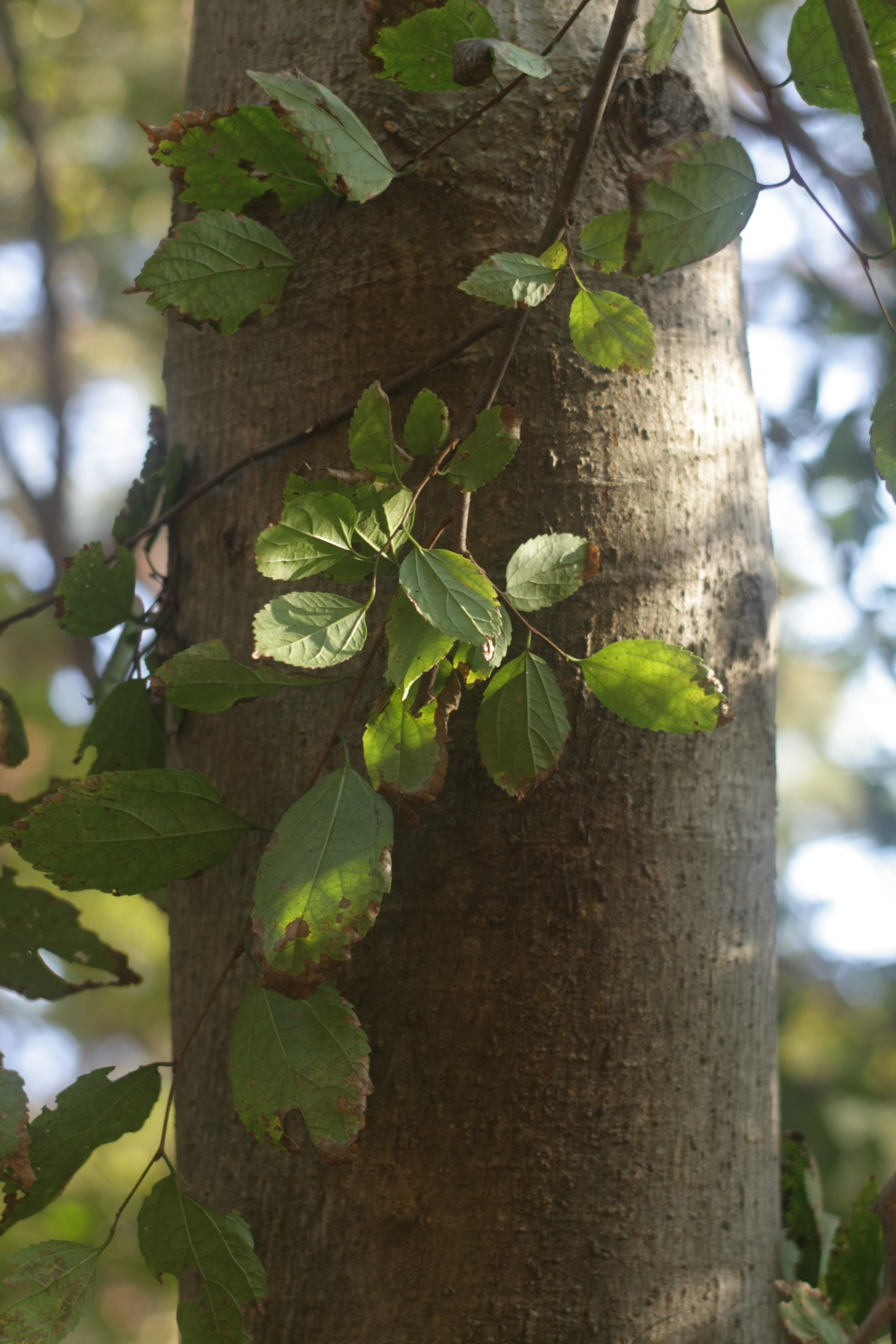